# اینبایل
اینبایل (به انگلیسی: Ainbail) یک منطقهٔ مسکونی در هند است که در کارناتاکا واقع شده‌است.